# جوزيف بتس (مؤلف)
جوزيف بتس (1662 أو 1663–1739) كان بحارًا إنجليزيًا تم أسره من قبل البحرية الجزائرية، وبيعه كعبد في مدينة الجزائر عام 1678. أُجبر على اعتناق الإسلام، وكان أول رجل إنجليزي يقوم بالحج، عندما رافق سيده المسلم إلى مكة والمدينة في عام 1685 أو 1686. أعتقه سيده بعد الحج، فعاد إلى الجزائر باختياره، وعاش مع سيده السابق عدة سنوات قبل أن يقرر العودة إلى إنجلترا بين عامي 1694 و1695. نشر في عام 1704 كتابًا يسرد فيه تجربته في الجزائر العاصمة ورحلته إلى الحج.

## سيرته

### النشأةوالرقفيالجزائر
ولد جوزيف بتس في إكستر لعائلة بروتستانتية في عام 1662 أو 1663. كان والده جون "على الأرجح هو جون بتس الذي وقع على عريضة كنيسة في إكستر لتشارلز الثاني". عندما كان صبيًا في الرابعة عشرة من عمره، أصبح بحارًا  وأبحر في يوم الثلاثاء من عيد الفصح عام 1678 متجهًا إلى نيوفاوندلاند. بعد الصيد قبالة جراند بانكس، اتجهت السفينة جنوبًا لبيع الأسماك المجففة في بلباو وجزر الكناري، ولكن بالقرب من الساحل الإسباني تم الاستيلاء عليها من قبل سفينة جزائرية يقودها منشق هولندي.